# Dan Schneider
Daniel James Schneider (Memphis, Tennessee; 14 de enero de 1966) es un productor de televisión, guionista y actor estadounidense de series de televisión. También fue presidente de su compañía de producción Schneider's Bakery. El 26 de marzo de 2018, Nickelodeon anunció mediante un comunicado que tanto Schneider como la cadena habían decidido no renovar su colaboración conjunta.

## Primeros años
Schneider nació y creció en Memphis, Tennessee; sus padres son Harry y Carol Schneider. Asistió a la Universidad de Harvard por un semestre. Después de regresar a Memphis, trabajó reparando computadoras. Poco después, se trasladó a Los Ángeles para perseguir una carrera en la actuación y, finalmente, una carrera como guionista.

## Carrera

### Actor
En la década de 1980, Schneider coprotagonizó varias películas, incluyendo Making the Grade y Better Off Dead. Schneider también coprotagonizó las películas The Big Picture, Happy Together y Hot Resort (1985).
En 1986, Schneider personificó a Dennis Blunden en la serie de televisión de ABC Head of the class. La serie duró cinco temporadas, de 1986 a 1991. En 1993, Schneider protagonizó la serie Home Free, y en 1994, personificó a Shawn Eckhardt en Tonya y Nancy: La historia interna, una de las dos películas realizadas para la televisión acerca del escándalo de las patinadoras Tonya Harding y Nancy Kerrigan.

#### Apariciones y roles en películas y series
- All That (1994-2005) (cocreador, escritor, productor, productor ejecutivo)
- Kenan & Kel (1996-2000) (un episodio; escritor, productor ejecutivo)
- Good Burger (1997) (Mr. Baily; coescritor).
- El show de Amanda (1998-2002) (algunos episodios; creador, productor, productor ejecutivo, escritor)
- Drake & Josh (2004-2007) (episodio: "Drew y Jerry"; creador, codirector, coescritor, productor, encargado de teleplay, productor ejecutivo)
- Zoey 101 (2005-2008) (episodio: "Persiguiendo a Zoey", como el conductor loco; creador, coescritor, productor y productor ejecutivo); Nickelodeon (2008)
- iCarly (2007-2012) (3 episodios: "iBloop", "iCarly en Japón" y "¡Ay, Me Volví a Equivocar! Errores electrizantes"; creador, escritor, productor ejecutivo).
- Victorious (2010-2013) (creador, escritor, productor ejecutivo).
- Sam & Cat (2013-2014) (episodio: "#BlueDogSoda"; creador, escritor, productor ejecutivo); Nickelodeon (2014)
- Henry Danger (2014-2020) (segunda temporada, 3 episodios; cocreador, escritor, productor ejecutivo); Nickelodeon (2015).
- Game Shakers (2015-2019) (creador, coproductor ejecutivo, escritor)
- The Adventures of Kid Danger (2018) (cocreador, escritor, productor ejecutivo)

### Productor de televisión
Dan Schneider comenzó pronto a escribir y producir una serie de programas de televisión de gran éxito. Su carrera como escritor inicia en la década de 1990 con All That, una serie de sketchs que tuvo buena popularidad y le ganó un puesto reconocido en el plantel de creadores de Nickelodeon.
A partir de 2004, con el estreno de su serie Drake & Josh, se asentó como productor insignia de la cadena. Un titular de un artículo de 2007 en The New York Times sobre Schneider lo llamó «el capitán de un género televisivo». Otro artículo de The New York Times (7 de septiembre de 2007) dijo que Schneider «se ha convertido en el Norman Lear de la televisión para niños». Se le considera uno de los principales desarrolladores de la comedia de situación adolescente junto a Scott Fellows.
Schneider ha producido series con buena aceptación del público para Nickelodeon, entre ellas All That, Kenan & Kel, El Show de Amanda, Drake & Josh, Zoey 101, iCarly, Victorious y Sam & Cat. Preparó una serie junto con Dana Olsen llamada Henry Danger, en donde un niño consigue un trabajo como «Kid Danger», el compañero de «Capitan Man», y juntos luchan contra el crimen. La serie se estrenó el 26 de julio de 2014 como una película en Nickelodeon y finalmente, debido a que Schneider decidió no renovar su contrato con Nickelodeon, se anunció el final de la serie para el 21 de marzo de 2020, tras 6 años de emisión.
Tiempo después, debido a la aceptación que tuvo Henry Danger, Schneider y Olsen crearon la serie animada The Adventures of Kid Danger, la cual se estrenó el 19 de enero de 2018 y concluyó el 14 de junio de 2018.
Luego, produjo una serie llamada Game Shakers, la cual gira en torno a la vida de dos chicas, Babe (Cree Cicchino) y Kenzie (Madisyn Shipman), que crean una multimillonaria compañía de videojuegos y se asocian con la superestrella de la música rap Double G (Kel Mitchell). La serie fue estrenada el 12 de septiembre de 2015, y el 27 de marzo de 2018 se anunció que la serie había sido cancelada debido a que Schneider decidió no renovar su contrato con Nickelodeon, concluyendo oficialmente el 8 de junio de 2019.

## Controversias
En marzo de 2018, se anunció que el productor y Nickelodeon acordaron no extender el contrato al considerar que era el momento correcto puesto que las producciones en curso estaban llegando a su fin. Esta decisión repentina de terminar con la relación, llegaba después de la también repentina decisión de cancelar las series de Schneider y las acusaciones de la conducta que el productor había mostrado en el pasado con las estrellas y producción de sus programas, que incluían rabietas, presupuestos inflados, largos períodos de producción y la publicación en su cuenta de Twitter de fotos de los dedos de los pies de las jóvenes actrices de sus producciones.
En una entrevista y reportaje del New York Post en junio de 2021, se reportó que la matriz de Nickelodeon había realizado una investigación sobre Schneider previo a la ruptura con la cadena; aunque sus colaboradores alabaron su dedicación a los detalles y ética laboral en ese reporte, también se indicó que otros muchos denunciaron su violencia verbal con los miembros de la producción. Sin embargo, la investigación no encontró pruebas de acoso u otras conductas de tipo sexual. En la misma entrevista, Schneider negó todas las acusaciones en su contra.
En agosto de 2022, tras la salida del libro de memorias, I'm Glad My Mom Died, de la actriz de iCarly, Jennette McCurdy, que mencionaba la conducta abusiva de un cierto productor, el medio digital Insider, informó de varias nuevas acusaciones en contra del productor. La actriz de Zoey 101, Alexa Nikolas (quien se había manifestado frente a las instalaciones de Nickelodeon en Burbank), comentó que durante la filmación de una escena en la que se derramaba un líquido verde en el rostro de las actrices, el productor reía en la filmación antes de que uno de los miembros masculinos del reparto hiciera una analogía de origen sexual. La actriz de Victorious, Daniella Monet, también indicó que durante la filmación del programa, se negó a vestir indumentarias que aún hoy considera muy sexualizadas para actrices jóvenes. En la misma publicación, también se tomó el testimonio de Russell Hicks, antiguo ejecutivo de Nickelodeon, y otras fuentes anónimas, que afirmaron que Schneider tenía altos estándares en el trato que le daba a sus actores y actrices menores de edad; toda escena y chiste tenía que ser aprobado por la producción y los padres de las jóvenes estrellas y los mensajes de texto los escribía como si vinieran de los padres de los jóvenes y eran completamente públicos.
La miniserie documental de 2024 Quiet on Set expuso el comportamiento tóxico de Schneider en el lugar de trabajo en Nickelodeon. Él respondió disculpándose por su comportamiento agresivo y misógino en el lugar de trabajo, pero negó otras acusaciones. Schneider recibió el apoyo incondicional de varios actores jóvenes con los que trabajó durante su estancia en Nickelodeon, como Madisyn Shipman quien dijo tener solamente buenos recuerdos sobre Schneider de acuerdo a su propia experiencia con el productor.

## Filmografía

### Como productor
| Año       | Título                       | Creador   | Escritor | Productor | Canal       | Notas |
| --------- | ---------------------------- | --------- | -------- | --------- | ----------- | --- |
| 1994–2005 | All That                     | No        | Sí       | Sí        | Nickelodeon | Escritor (temporada 1–4, 6–10), productor (temporada 1–2) Productor ejecutivo (temporada 6–10), estrella invitada |
| 1996–2000 | Kenan & Kel                  | No        | Sí       | Sí        | Nickelodeon | Escritor (temporada 1–2), productor ejecutivo (temporada 1–2); consultor (temporada 3–4), Estrella invitada       |
| 1998–1999 | Guys Like Us                 | Sí        | No       | Ejecutivo | UPN         | |
| 1999–2002 | The Amanda Show              | Sí        | Sí       | Sí        | Nickelodeon | también director (temporada 2–3), Invitado recurrente                                                             |
| 2002–2006 | What I Like About You        | Cocreador | Sí       | Ejecutivo | The WB      | Productor ejecutivo (temporada 1–2); consultor ejecutivo (temporada 3–4)                                          |
| 2004–2007 | Drake & Josh                 | Sí        | Sí       | Ejecutivo | Nickelodeon | |
| 2005–2008 | Zoey 101                     | Sí        | Sí       | Ejecutivo | Nickelodeon | Invitado ("Chasing Zoey")                                                                                         |
| 2007–2012 | iCarly                       | Sí        | Sí       | Ejecutivo | Nickelodeon | Estrella invitada                                                                                                 |
| 2010–2013 | Victorious                   | Sí        | Sí       | Ejecutivo | Nickelodeon | Actor (voz) |
| 2013–2014 | Sam & Cat                    | Sí        | Sí       | Ejecutivo | Nickelodeon | |
| 2014–2020 | Henry Danger                 | Cocreador | Sí       | Ejecutivo | Nickelodeon | También director e Invitado                                                                                       |
| 2015–2019 | Game Shakers                 | Sí        | Sí       | Ejecutivo | Nickelodeon | |
| 2018      | The Adventures of Kid Danger | Sí        | No       | Ejecutivo | Nickelodeon | |
| 2020–2024 | Danger Force                 | Cocreador | No       | No        | Nickelodeon | Cocreador (solo créditos)                                                                                         |
| 2021–2023 | iCarly                       | Sí        | No       | No        | Paramount+  | Creador (solo créditos)                                                                                           |

### Televisión
| Año       | Título                                 | Rol                                 | Notas                                                       |
| --------- | -------------------------------------- | ----------------------------------- | ----------------------------------------------------------- |
| 1986–91   | Head of the Class                      | Dennis Blunden                      | Invitado especial, serie de TV                              |
| 1993      | Home Free                              | Walter Peters                       | Invitado serie de TV                                        |
| 1994–1999 | All That                               | Mr. Bailey                          | Estrella invitada, serie de TV Nickelodeon                  |
| 1996      | Kenan & Kel                            | Angus                               | Invitado 1 episodio, serie de TV Nickelodeon                |
| 2000–2001 | The Amanda Show                        | Mr. Oldman                          | Invitado 9 episodios, serie de TV Nickelodeon               |
| 2008      | Zoey 101                               | Conductor de taxi                   | Invitado especial 1 episodio, serie de TV Nickelodeon       |
| 2012      | iCarly                                 | Meekalito / Police Officer / Varios | 9 episodios; Cameo                                          |
| 2013–2014 | Sam & Cat                              | Tandy (red robot)                   | Voz, Elenco recurrente serie de TV Nickelodeon              |
| 2024      | Quiet on Set: The Dark Side of Kids TV | El mismo                            | Documental de TV Investigation Discovery (tomas de archivo) |

### Cine
| Año  | Título           | Rol                                         |
| ---- | ---------------- | ------------------------------------------- |
| 2023 | Good Burguer 2   | Creador (solo créditos)                     |
| 2023 | Zoey 102         | Creador (solo créditos)                     |
| 2002 | Big Fat Liar     | Guionista                                   |
| 1997 | Good Burger      | Creador y guionista \| Personaje: Mr. Baily |
| 1989 | The Big Picture  | Personaje: Jonathan Tristan-Bennet          |
| 1989 | Listen to Me     | Personaje: Nathan Gore                      |
| 1989 | Happy Together   | Personaje: Stan                             |
| 1985 | Hot Resort       | Personaje: Chuck                            |
| 1985 | Better Off Dead  | Personaje: Ricky Smith                      |
| 1984 | Making the Grade | Personaje: Blimp                            |